# Totalna Porażka: Przedszkolaki
Totalna Porażka: Przedszkolaki (ang. Total DramaRama, od 2018) – kanadyjski serial animowany, spin-off serialu Totalna Porażka. 
Premiera serialu odbyła się w Stanach Zjednoczonych 1 września 2018 na amerykańskim Cartoon Network. Miesiąc później, 7 października, serial pojawił się w Kanadzie na kanale Teletoon. W Polsce serial zadebiutował 25 listopada 2019 na antenie Cartoon Network. 

## Opis fabuły
Akcja tego spin-offu rozgrywa się w przedszkolu i opowiada o perypetiach oryginalnych bohaterów znanych z Wyspy Totalnej Porażki – Owena, Izzy, Courtney, Duncana, Beth, Noah, Bridgette, Gwen, Leshawny, Harolda i Cody’ego oraz Jude’a (z 6 w pracy), którzy wspominają swoje szczenięce lata. Każdy odcinek opisuje codzienne zabawy małych dzieci. Ich opiekunem jest Szef Hatchet. Seria stanowi oddzielne uniwersum serialu Totalna Porażka oraz 6 w pracy.

## Przegląd sezonów
| Sezon | Sezon     | Liczba odcinków | Liczba odcinków | Pierwsza emisja sezonu | Pierwsza emisja sezonu | Pierwsza emisja sezonu | Pierwsza emisja sezonu |
| Sezon | Sezon     | Kanada          | Polska          | Premiera               | Finał                  | Premiera               | Finał                  |
| ----- | --------- | --------------- | --------------- | ---------------------- | ---------------------- | ---------------------- | ---------------------- |
|       | 1         | 51              | 50              | 1 września 2018        | 30 listopada 2019      | 25 listopada 2019      | 19 lutego 2020         |
|       | 2         | 51              | 50              | 11 stycznia 2020       | 27 marca 2021          | 28 czerwca 2021        | 8 marca 2022 (online)  |
|       | 3         | 50              | 52              | 3 kwietnia 2021        | 22 lipca 2022          | 24 października 2022   | 18 lutego 2023         |
|       | Specjalny | 1               | –               | 15 kwietnia 2023       | 15 kwietnia 2023       | nieemitowany           | nieemitowany           |

## Lista odcinków

### Sezon 1 (2018–2019)
| Numer odcinka | Numer odcinka | Tytuł                                  | Polski tytuł                    | Premiera w USA (Cartoon Network) | Premiera w Polsce (Cartoon Network) |
| USA           | Polska        | Tytuł                                  | Polski tytuł                    | Premiera w USA (Cartoon Network) | Premiera w Polsce (Cartoon Network) |
| ------------- | ------------- | -------------------------------------- | ------------------------------- | -------------------------------- | ----------------------------------- |
| 01            | 01            | Venthalla                              | Plan ucieczki                   | 1 września 2018                  | 25 listopada 2019                   |
| 02            | 03            | Duck Duck Juice                        | Tęczosoczek                     | 1 września 2018                  | 26 listopada 2019                   |
| 03            | 04            | Cluckwork Orange                       | Chłopiec i kurczak              | 1 września 2018                  | 26 listopada 2019                   |
| 04            | 05            | Free Chili                             | Kosmiczny Hot-Dog               | 1 września 2018                  | 27 listopada 2019                   |
| 05            | 02            | The Date                               | Tajemnicza wielbicielka         | 8 września 2018                  | 25 listopada 2019                   |
| 06            | –             | Aquarium for a Dream                   | brak emisji – odcinek pominięty | 8 września 2018                  | nieemitowany                        |
| 07            | 07            | Cuttin’ Corners                        | Nie warto oszukiwać             | 15 września 2018                 | 28 listopada 2019                   |
| 08            | 08            | Sharing is Caring                      | Trzeba się dzielić              | 15 września 2018                 | 28 listopada 2019                   |
| 09            | 09            | Ant We All Just Get Along?             | Z mrówką za pan brat            | 22 września 2018                 | 29 listopada 2019                   |
| 10            | 06            | Germ Factory                           | Wylęgarnia zarazków             | 29 września 2018                 | 27 listopada 2019                   |
| 11            | 10            | Cone in 60 Seconds                     | Znikające lody                  | 6 października 2018              | 29 listopada 2019                   |
| 12            | 11            | The Bad Guy Busters                    | Łapacze łotrów                  | 13 października 2018             | 2 grudnia 2019                      |
| 13            | 12            | That’s a Wrap                          | Mumia w muzeum                  | 20 października 2018             | 2 grudnia 2019                      |
| 14            | 13            | Tiger Fall                             | Ogon tygrysa                    | 27 października 2018             | 3 grudnia 2019                      |
| 15            | 14            | A Ninjustice to Harold                 | Przedszkolny ninja              | 3 listopada 2018                 | 3 grudnia 2019                      |
| 16            | 15            | Having the Timeout of Our Lives        | Odsiadywanie kary               | 10 listopada 2018                | 4 grudnia 2019                      |
| 17            | 16            | Hic Hic Hooray                         | Czka... Czka... Czkawka         | 17 listopada 2018                | 4 grudnia 2019                      |
| 18            | 17            | Bananas & Cheese                       | Banan i Ser                     | 24 listopada 2018                | 5 grudnia 2019                      |
| 19            | 18            | Inglorious Toddlers                    | Mały geniusz                    | 1 grudnia 2018                   | 5 grudnia 2019                      |
| 20            | 19            | Not Without My Fudgy Lumps             | Wszystko za czekokrówki         | 8 grudnia 2018                   | 6 grudnia 2019                      |
| 21            | 20            | Paint That a Shame                     | Walka o bilet                   | 15 grudnia 2018                  | 6 grudnia 2019                      |
| 22            | –             | Snots Landing                          | brak emisji – odcinek pominięty | 22 grudnia 2018                  | nieemitowany                        |
| 23            | 21            | Know it All                            | Mądralińska                     | 29 grudnia 2018                  | 9 grudnia 2019                      |
| 24            | 22            | A Licking Time Bomb                    | Pomysł na biznes                | 2 lutego 2019                    | 9 grudnia 2019                      |
| 25            | 23            | From Badge to Worse                    | Perfekcjonistka                 | 9 lutego 2019                    | 11 grudnia 2019                     |
| 26            | 25            | Toys Will Be Toys                      | Gwiazdy Internetu               | 16 lutego 2019                   | 3 lutego 2020                       |
| 27            | 26            | All Up In Your Drill                   | brak – nie przetłumaczono       | 23 lutego 2019                   | 3 lutego 2020                       |
| 28            | 24            | Snow Way Out                           | Najlepszy kombinezon na świecie | 2 marca 2019                     | 11 grudnia 2019                     |
| 29            | 27            | Stay Goth, Poodle Girl, Stay Goth      | Serce ponurej dziewczynki       | 9 marca 2019                     | 4 lutego 2020                       |
| 30            | 28            | Gum and Gummer                         | Gumotarapaty                    | 16 marca 2019                    | 4 lutego 2020                       |
| 31            | 29            | Invasion of the Booger Snatchers       | Inwazja robali kosmitów         | 23 marca 2019                    | 5 lutego 2020                       |
| 32            | 30            | Wristy Business                        | Kłamstwo ma krótkie nogi        | 30 marca 2019                    | 5 lutego 2020                       |
| 33            | 31            | Melter Skelter                         | Zabawka doskonała               | 30 marca 2019                    | 6 lutego 2020                       |
| 34            | 32            | The Never Gwending Story               | Bajka Gwen                      | 6 kwietnia 2019                  | 6 lutego 2020                       |
| 35            | 35            | There Are No Hoppy Endings             | Pechowy Szczęściarz             | 15 kwietnia 2019                 | 10 lutego 2020                      |
| 36            | 33            | Too Much of a Goo’d Thing              | Maźka nigdy za wiele            | 22 kwietnia 2019                 | 7 lutego 2020                       |
| 37            | 34            | The Price of Advice                    | Wartość dobrej rady             | 29 kwietnia 2019                 | 7 lutego 2020                       |
| 38            | 39            | Mother of All Cards                    | Laurka nad laurki               | 6 maja 2019                      | 12 lutego 2020                      |
| 39            | 36            | Duncan Disorderly                      | Dorosły Duncan                  | 13 maja 2019                     | 10 lutego 2020                      |
| 40            | 37            | Soother or Later                       | Smocza historia                 | 20 maja 2019                     | 11 lutego 2020                      |
| 41            | 4142          | Camping is In Tents                    | Namiot, dobra rzecz (część 1-2) | 27 maja 2019                     | 13 lutego 2020 (część 1 i 2)        |
| 42            | 38            | Mutt Ado About Owen                    | Dobry Owen                      | 2 listopada 2019                 | 11 lutego 2020                      |
| 43            | 40            | Simons Are Forever                     | Co powie Szymon?                | 2 listopada 2019                 | 12 lutego 2020                      |
| 44            | 43            | Stop! Hamster Time                     | Kochany chomiczek               | 9 listopada 2019                 | 14 lutego 2020                      |
| 45            | 44            | Driving Miss Crazy                     | Nie drażnij pszczółki           | 9 listopada 2019                 | 14 lutego 2020                      |
| 46            | 45            | Weiner Takes All                       | Dzień hot-doga                  | 16 listopada 2019                | 17 lutego 2020                      |
| 47            | 46            | Apoca-lice Now                         | Nie wszystko stracone           | 16 listopada 2019                | 17 lutego 2020                      |
| 48            | 47            | Gnome More Mister Nice Guy             | Nie zadzieraj z krasnalami      | 23 listopada 2019                | 18 lutego 2020                      |
| 49            | 48            | Look Who's Clocking                    | Czas to nie zabawka             | 23 listopada 2019                | 18 lutego 2020                      |
| 50            | 49            | Harold Swatter and the Goblet of Flies | Harold - naukowiec i czara much | 30 listopada 2019                | 19 lutego 2020                      |
| 51            | 50            | Stink. Stank. Stunk.                   | Skunks jest bliski              | 30 listopada 2019                | 19 lutego 2020                      |

### Sezon 2 (2019–2021)
| Numer odcinka | Numer odcinka  | Tytuł                       | Polski tytuł                     | Premiera w USA (Cartoon Network) | Premiera w Polsce (Cartoon Network)           |
| USA           | Polska         | Tytuł                       | Polski tytuł                     | Premiera w USA (Cartoon Network) | Premiera w Polsce (Cartoon Network)           |
| ------------- | -------------- | --------------------------- | -------------------------------- | -------------------------------- | --------------------------------------------- |
| 52 (1)        | 52 (2)         | Glove Glove Me Do           | Poręczni pomocnicy               | 11 stycznia 2020                 | 28 czerwca 2021                               |
| 53 (2)        | 51 (1)         | Robo Teacher                | RoboOpiekunka                    | 25 stycznia 2020                 | 28 czerwca 2021                               |
| 54 (3)        | 53 (3)         | The Tooth About Zombies     | Zombiaki się przydają            | 18 stycznia 2020                 | 29 czerwca 2021                               |
| 55 (4)        | 54 (4)         | Lie-Ranosaurus Wrecked      | Ulubiony prawie-zaur             | 1 lutego 2020                    | 29 czerwca 2021                               |
| 56 (5)        | 55 (5)         | An Egg-stremely Bad Idea    | JajkoKatastrofa                  | 8 lutego 2020                    | 30 czerwca 2021                               |
| 57 (6)        | 56 (6)         | Exercising the Demons       | Giętki Myku                      | 8 lutego 2020                    | 30 czerwca 2021                               |
| 58 (7)        | 57 (7)         | Pudding the Planet First    | Niedobra planeta Ziemia          | 18 kwietnia 2020                 | 1 lipca 2021                                  |
| 59 (8)        | 58 (8)         | Supply Mom                  | Mama na zastępstwo               | 18 kwietnia 2020                 | 1 lipca 2021                                  |
| 60 (9)        | 59 (9)         | Mooshy Phon Phons           | Czeko Mon Monsy                  | 25 kwietnia 2020                 | 2 lipca 2021                                  |
| 61 (10)       | 60 (10)        | Student Becomes the Teacher | Przedszkolaki szefują            | 25 kwietnia 2020                 | 2 lipca 2021                                  |
| 62 (11)       | 61 (11)        | Beth and the Beanstalk      | Beth i magiczne żelki            | 2 maja 2020                      | 3 lipca 2021                                  |
| 63 (12)       | 62 (12)        | Pinata Regatta              | Akcja piniata                    | 2 maja 2020                      | 3 lipca 2021                                  |
| 64 (13)       | 63 (13)        | A Dame-gerous Game          | Kluczowa gra                     | 9 maja 2020                      | 4 lipca 2021                                  |
| 65 (14)       | 64 (14)        | Royal Flush                 | WC-frajda                        | 9 maja 2020                      | 4 lipca 2021                                  |
| 66 (15)       | –              | Total Eclipse of the Fart   | brak emisji – odcinek pominięty  | 16 maja 2020                     | nieemitowany                                  |
| 67 (16)       | 65 (15)66 (16) | Dissing Cousins             | Dzień Kuzyna (część 1-2)         | 23 maja 2020                     | 5 lipca 2021 (część 1 i 2)                    |
| 68 (17)       | 67 (17)        | For a Few Duncans More      | Duncan w kilku odsłonach         | 14 września 2020                 | 6 lipca 2021                                  |
| 69 (18)       | 68 (18)        | He Who Wears the Clown      | Do twarzy ci z klaunem           | 14 września 2020                 | 6 lipca 2021                                  |
| 70 (19)       | 69 (19)        | Us 'R' Toys                 | Zabawek świat                    | 15 września 2020                 | 7 lipca 2021                                  |
| 71 (20)       | 70 (20)        | Dream Worriers              | Naprawiacze snów                 | 15 września 2020                 | 7 lipca 2021                                  |
| 72 (21)       | 71 (21)        | Grody to the Maximum        | Grody to jest gość               | 15 września 2020                 | 8 lipca 2021                                  |
| 73 (22)       | 72 (22)        | Wiggin' Out                 | Włosy w ruch                     | 15 września 2020                 | 8 lipca 2021                                  |
| 74 (23)       | 73 (23)        | The Upside of Hunger        | Druga strona głodu               | 16 września 2020                 | 9 lipca 2021                                  |
| 75 (24)       | 74 (24)        | Fire in the Hole            | Ogień spod ziemi                 | 16 września 2020                 | 9 lipca 2021                                  |
| 76 (25)       | 83 (33)        | Ghoul Spirit                | Nie taki duch straszny           | 26 października 2020             | 17 września 2021                              |
| 77 (26)       | 84 (34)        | Duncan Carving              | Dyńko-Duncan                     | 26 października 2020             | 17 września 2021                              |
| 78 (27)       | 75 (25)        | Tu Ba Or Not Tu Ba          | Tubo-dętka                       | 27 października 2020             | 13 września 2021                              |
| 79 (28)       | 76 (26)        | Dude Where's Macaw          | Gdzie jest Ara?                  | 28 października 2020             | 13 września 2021                              |
| 80 (29)       | 77 (27)        | Way Back Wendel             | Wendel z przeszłości             | 29 października 2020             | 14 września 2021                              |
| 81 (30)       | 78 (28)        | Stingin' in the Rain        | Przedszkolaki same w przedszkolu | 30 października 2020             | 14 września 2021                              |
| 82 (31)       | 79 (29)        | Cartoon Realism             | Prawdziwa bajka                  | 14 listopada 2020                | 15 września 2021                              |
| 83 (32)       | 80 (30)        | OWW                         | Zupa i przedszkomaniaki          | 14 listopada 2020                | 15 września 2021                              |
| 84 (33)       | 87 (37)        | Gobble Head                 | Robo indyk                       | 21 listopada 2020                | 21 września 2021                              |
| 85 (34)       | 89 (39)        | Me, My Elf, and I           | Na której jesteś liście?         | 5 grudnia 2020                   | 22 września 2021                              |
| 86 (35)       | 90 (40)        | Snow Country for Old Men    | Zimowa frajda                    | 5 grudnia 2020                   | 22 września 2021                              |
| 87 (36)       | 81 (31)        | Jelly Aches                 | Troll zazdrości                  | 12 grudnia 2020                  | 16 września 2021                              |
| 88 (37)       | 82 (32)        | Simply Perfect              | Wielki test                      | 12 grudnia 2020                  | 16 września 2021                              |
| 89 (38)       | 85 (35)        | Baby Brother Blues          | Być starszą siostrą              | 19 grudnia 2020                  | 20 września 2021                              |
| 90 (39)       | 86 (36)        | Space Codyty                | Kosmiczny Cody                   | 19 grudnia 2020                  | 20 września 2021                              |
| 91 (40)       | 88 (38)        | Snack to the Future         | Deser z przyszłości              | 23 grudnia 2020                  | 21 września 2021                              |
| 92 (41)       | 91 (41)        | The Gold and the Stickerful | Naklejkowe szaleństwo            | 23 grudnia 2020                  | 23 września 2021                              |
| 93 (42)       | 92 (42)        | Bad Seed                    | Własna sadzonka                  | 30 grudnia 2020                  | 23 września 2021                              |
| 94 (43)       | 93 (43)        | A Fish Called Leshawna      | Syrenka Leshawna                 | 6 lutego 2021                    | 24 września 2021                              |
| 95 (44)       | 94 (44)        | Double Oh Beth              | Agentka 00Beth                   | 13 lutego 2021                   | 24 września 2021                              |
| 96 (45)       | 95 (45)        | Duncan Duty                 | Szpiegowanie Duncana             | 20 lutego 2021                   | 27 września 2021                              |
| 97 (46)       | 96 (46)        | Encore'tney                 | Idealna Courtney                 | 27 lutego 2021                   | 27 września 2021                              |
| 98 (47)       | 97 (47)        | Life of Pie                 | Życie pizzy                      | 6 marca 2021                     | 28 września 2021                              |
| 99 (48)       | 98 (48)        | AbaracaDuncan               | AbracaDuncan                     | 13 marca 2021                    | 28 września 2021                              |
| 100 (49)      | 99 (49)        | Shock & AWW                 | Elektryzujące przedszkole        | 20 marca 2021                    | 29 września 2021                              |
| 101 (50)      | –              | School District 9           | brak emisji – odcinek pominięty  | 27 marca 2021                    | nieemitowany                                  |
| 102 (51)      | 100 (50)       | The A-Bok-Bok-Bokalypse     | Kur-kur-kur-katastrofa           | 27 marca 2021                    | 8 marca 2022 (HBO Max) 21 listopada 2022 (CN) |

### Sezon 3 (2021–2022)
| Numer odcinka | Numer odcinka     | Tytuł                               | Polski tytuł                            | Premiera w USA (Cartoon Network) | Premiera w Polsce (Cartoon Network) |
| USA           | Polska            | Tytuł                               | Polski tytuł                            | Premiera w USA (Cartoon Network) | Premiera w Polsce (Cartoon Network) |
| ------------- | ----------------- | ----------------------------------- | --------------------------------------- | -------------------------------- | ----------------------------------- |
| 103 (1)       | 101 (1)           | Gumbearable                         | Guma do życia                           | 3 kwietnia 2021                  | 24 października 2022                |
| 104 (2)       | 102 (2)           | Whack Mirror                        | Nawiedzone lustro                       | 17 kwietnia 2021                 | 25 października 2022                |
| 105 (3)       | 103 (3)           | Broken Back Kotter                  | Zawody w nauczaniu                      | 24 kwietnia 2021                 | 25 października 2022                |
| 106 (4)       | 104 (4)           | Weekend at Buddy's                  | Prawdziwy kumpel                        | 1 maja 2021                      | 26 października 2022                |
| 107 (5)       | 105 (5)           | MacArthur Park                      | Zemsta MacArthur                        | 8 maja 2021                      | 26 października 2022                |
| 108 (6)       | 106 (6)           | Last Mom Standing                   | Jedyna taka mama                        | 15 maja 2021                     | 27 października 2022                |
| 109 (7)       | 107 (7)           | Carmageddon                         | Autoporażka                             | 22 maja 2021                     | 27 października 2022                |
| 110 (8)       | 108 (8)           | Sugar & Spice & Lightning & Frights | Słodko-gorzko-świecąco-straszne         | 29 maja 2021                     | 28 października 2022                |
| 111 (9)       | 109 (9)           | Breaking Bite                       | Przełomowy gryz                         | 5 lipca 2021                     | 28 października 2022                |
| 112 (10)      | 110 (10)          | I Dream of Meanie                   | Koszmary senne                          | 6 lipca 2021                     | 31 października 2022                |
| 113 (11)      | 111 (11)          | Squirrels Squirrels Squirrels       | Kłopoty z wiewiórkami                   | 7 lipca 2021                     | 31 października 2022                |
| 114 (12)      | 112 (12)          | Say Hello to my Little Friends      | Wymyśleni przyjaciele                   | 8 lipca 2021                     | 1 listopada 2022                    |
| 115 (13)      | 113 (13)          | WaterHose-Five                      | Walka o węża ogrodowego                 | 12 lipca 2021                    | 1 listopada 2022                    |
| 116 (14)      | 114 (14)          | Cody the Barbarian                  | Spadkobierca                            | 13 lipca 2021                    | 21 listopada 2022                   |
| 117 (15)      | 115 (15)          | TP2: Judgement Bidet                | Ostatnia rolka                          | 14 lipca 2021                    | 21 listopada 2022                   |
| 118 (16)      | 116 (16)          | Dial B for Birder                   | Zadzwoń do ptaszka                      | 15 lipca 2021                    | 22 listopada 2022                   |
| 119 (17)      | 117 (17)          | A Hole Lot of Trouble               | Ściany mają dziury                      | 19 lipca 2021                    | 22 listopada 2022                   |
| 120 (18)      | 118 (18)          | A Tell Tale                         | Wasza Wysokość                          | 20 lipca 2021                    | 23 listopada 2022                   |
| 121 (19)      | 119 (19)          | Chews Wisely                        | Żuj mądrze                              | 21 lipca 2021                    | 23 listopada 2022                   |
| 122 (20)      | 120 (20)          | A Dingo Ate My Duncan               | Gdyby dingo zjadł Duncana               | 22 lipca 2021                    | 24 listopada 2022                   |
| 123 (21)      | 121 (21)          | Erase Yer Head                      | Ręka do zmian                           | 4 września 2021                  | 24 listopada 2022                   |
| 124 (22)      | 122 (22)          | Teacher, Soldier, Chef, Spy         | Nauczyciel, żołnierz, Szef, szpieg      | 11 września 2021                 | 25 listopada 2022                   |
| 125 (23)      | 123 (23)          | Thingameroo                         | Tentegusiek                             | 18 września 2021                 | 25 listopada 2022                   |
| 126 (24)      | 124 (24)          | CodE.T.                             | CodE.T.                                 | 25 września 2021                 | 28 listopada 2022                   |
| 127 (25)      | 125 (25)          | Quiche It Goodbye                   | Pożegnanie z kiszem                     | 2 października 2021              | 28 listopada 2022                   |
| 128 (26)      | 126 (26)          | Ice Guys Finish Last                | Jak przełamać lody                      | 9 października 2021              | 29 listopada 2022                   |
| 129 (27)      | 129 (29)          | Trousering Inferno                  | Spodnie i płomienie                     | 16 października 2021             | 7 lutego 2023                       |
| 130 (28)      | 130 (30)          | The Big Bangs Theory                | Teoria wielkich wybuchów                | 23 października 2021             | 7 lutego 2023                       |
| 131 (29)      | 127 (27)128 (28)  | Gwen Scary, Gwen Lost               | Gwen rządzi, Gwen straszy (część 1-2)   | 29 października 2021             | 6 lutego 2023 (część 1 i 2)         |
| 132 (30)      | 131 (31)          | Mad Math: Taffy Road                | Mad Matma: Cukierkowy Szlak             | 6 listopada 2021                 | 8 lutego 2023                       |
| 133 (31)      | 132 (32)          | Bearly Edible                       | Ledwie zjadliwe                         | 13 listopada 2021                | 8 lutego 2023                       |
| 134 (32)      | 133 (33)          | Not for the Paint of Heart          | Malowane z serca                        | 20 listopada 2021                | 9 lutego 2023                       |
| 135 (33)      | 134 (34)          | Daycare of Rock                     | Niespodzianka                           | 27 listopada 2021                | 9 lutego 2023                       |
| 136 (34)      | 137 (37)          | Aches and Ladders                   | Drabina                                 | 4 grudnia 2021                   | 11 lutego 2023                      |
| 137 (35)      | 135 (35) 136 (36) | The Tree Stooges Save Christmas     | Przedszkolaki ratują święta (część 1-2) | 9 grudnia 2021                   | 10 lutego 2023 (część 1 i 2)        |
| 138 (36)      | 138 (38)          | Cactus Makes Perfect                | Idealny kaktus                          | 7 lutego 2022                    | 11 lutego 2023                      |
| 139 (37)      | 139 (39)          | Virtual Reality Bites               | Wirtualna rzeczywistość gryzie          | 8 lutego 2022                    | 12 lutego 2023                      |
| 140 (38)      | 140 (40)          | The Opening Act                     | Wielkie otwarcie                        | 9 lutego 2022                    | 12 lutego 2023                      |
| 141 (39)      | 141 (41)          | Van Hogling                         | Świniołaki                              | 10 lutego 2022                   | 13 lutego 2023                      |
| 142 (40)      | 142 (42)          | Ticking Crime Bomb                  | Tykająca bomba zła                      | 11 lutego 2022                   | 13 lutego 2023                      |
| 143 (41)      | 143 (43)          | Knit Wit                            | Wydziergani                             | 6 czerwca 2022                   | 14 lutego 2023                      |
| 144 (42)      | 144 (44)          | The Fuss on the Bus                 | Umowa to umowa                          | 7 czerwca 2022                   | 14 lutego 2023                      |
| 145 (43)      | 145 (45)          | The Cone-versation                  | Kołnierz                                | 8 czerwca 2022                   | 15 lutego 2023                      |
| 146 (44)      | 146 (46)          | Oozing Talent                       | Poważna sprawa                          | 9 czerwca 2022                   | 15 lutego 2023                      |
| 147 (45)      | 147 (47)          | Senior Sinisters                    | Ponura starość                          | 10 czerwca 2022                  | 16 lutego 2023                      |
| 148 (46)      | 148 (48)          | Be Claws I Love You, Shelley        | Z miłości do Szelki                     | 18 lipca 2022                    | 16 lutego 2023                      |
| 149 (47)      | 149 (49)          | Total Trauma Rama                   | Totalna trauma                          | 19 lipca 2022                    | 17 lutego 2023                      |
| 150 (48)      | 150 (50)          | The Doomed Ballooned Marooned       | Balonowy incydent                       | 20 lipca 2022                    | 17 lutego 2023                      |
| 151 (49)      | 151 (51)          | Legends of the Paul                 | Legenda Paula                           | 21 lipca 2022                    | 18 lutego 2023                      |
| 152 (50)      | 152 (52)          | A Bridgette Too Far                 | O jedną Bridgette za daleko             | 22 lipca 2022                    | 18 lutego 2023                      |

### Odcinek specjalny (2023)
| Numer odcinka | Numer odcinka | Tytuł                                       | Polski tytuł | Premiera w USA (Cartoon Network) | Premiera w Polsce (Cartoon Network) |
| USA           | Polska        | Tytuł                                       | Polski tytuł | Premiera w USA (Cartoon Network) | Premiera w Polsce (Cartoon Network) |
| ------------- | ------------- | ------------------------------------------- | ------------ | -------------------------------- | ----------------------------------- |
| S1            | –             | A Very Special Special That's Quite Special |              | 15 kwietnia 2023                 | nieemitowany                        |